# Književnost u 1972.
◄◄ | ◄ | 1969. | 1970. | 1971. | 1972.  | 1973. | 1974. | 1975. | ► | ►►
Arhitektura • Astronautika • Astronomija • Biologija • Film • Fotografija • Glazba • Kazalište • Kemija • Kiparstvo • Knjige • Književnost • Kršćanstvo • Meteorologija • Medicina • Planinarstvo • Politika • Pravo • Promet • Slikarstvo • Strip • Šport • Televizija • Znanost • Zrakoplovstvo • Željeznički promet
Književnost u 1972.

## Svijet

### Književna djela
- Macbett Eugènea Ionesca

### Nagrade i priznanja
- Nobelova nagrada za književnost:

### Smrti
- 12. lipnja – Edmund Wilson, američki književni i društveni kritičar (* 1895.)

## Vanjske poveznice
|  | Zajednički poslužitelj ima još gradiva o temi Književnost u 1972. |